# Boston Celtics 2015-2016
La stagione 2015-2016 dei Boston Celtics fu la 70ª nella NBA per la franchigia.
I Boston Celtics arrivarono secondi nella Atlantic Division della Eastern Conference con un record di 48-34. Nei play-off persero al primo turno con gli Atlanta Hawks (4-2).

## Roster
| N° | Naz.                   | Ruolo | Sportivo        | Anno | Alt. | Peso \|\| |  |
| -- | ---------------------- | ----- | --------------- | ---- | ---- | --------- |  |
| 0  | Stati Uniti (bandiera) | G     | Avery Bradley   | 1990 | 188  | 82        |  |
| 4  | Stati Uniti (bandiera) | G     | Isaiah Thomas   | 1989 | 175  | 84        |  |
| 7  | Stati Uniti (bandiera) | AC    | Jared Sullinger | 1992 | 206  | 127       |  |
| 8  | Svezia (bandiera)      | A     | Jonas Jerebko   | 1987 | 208  | 105       |  |
| 11 | Stati Uniti (bandiera) | G     | Evan Turner     | 1988 | 201  | 93        |  |
| 12 | Stati Uniti (bandiera) | G     | Terry Rozier    | 1994 | 188  | 86        |  |
| 13 | Stati Uniti (bandiera) | G     | James Young     | 1995 | 198  | 98        |  |
| 28 | Stati Uniti (bandiera) | G     | R.J. Hunter     | 1993 | 196  | 84        |  |
| 30 | Porto Rico (bandiera)  | G     | John Holland    | 1988 | 196  | 93        |  |
| 36 | Stati Uniti (bandiera) | G     | Marcus Smart    | 1994 | 193  | 100       |  |
| 41 | Canada (bandiera)      | AC    | Kelly Olynyk    | 1991 | 213  | 108       |  |
| 42 | Stati Uniti (bandiera) | A     | David Lee       | 1983 | 206  | 111       |  |
| 44 | Stati Uniti (bandiera) | C     | Tyler Zeller    | 1990 | 213  | 113       |  |
| 55 | Stati Uniti (bandiera) | A     | Jordan Mickey   | 1994 | 203  | 107       |  |
| 63 | Stati Uniti (bandiera) | A     | Coty Clarke     | 1992 | 201  | 105       |  |
| 90 | Stati Uniti (bandiera) | A     | Amir Johnson    | 1987 | 206  | 109       |  |
| 99 | Stati Uniti (bandiera) | A     | Jae Crowder     | 1990 | 201  | 109       |  |

### Staff tecnico
- Allenatore: Brad Stevens
- Vice-allenatori: Jamie Young, Jay Larrañaga, Walter McCarty, Micah Shrewsberry, Jerome Allen
- Preparatore fisico: Bryan Doo
- Preparatore atletico: Ed Lacerte